# Державний меморіальний музей Михайла Грушевського
Державний меморіальний музей Михайла Грушевського — музей у місті Львів, присвячений життю та творчій праці Михайла Грушевського. Державний меморіальний музей Михайла Грушевського у Львові засновано у травні 1998 року, а урочисто відкрито 22 серпня 2000 року. Музей розташовано у приміщеннях вілли, в якої родина Грушевських мешкала до 1914 року.

## Експозиція
У музеї зберігається понад 20 тисяч одиниць музейних предметів — різноманітних реліквій Михайла Грушевського та його родини, пов‘язаних зі Львовом: фотокартки, документи, книги, особисті речі. Будинок та територія площею 0,38 га, огороджена автентичною брамою.
У музеї діє шість експозиційних залів. У експозиції подано характеристику практично всіх періодів життя і праці Михайла Грушевського, проте особливий наголос ставиться на висвітленні львівського періоду життя вченого (1894–1914). І це цілком зрозуміло, оскільки особливої уваги заслуговує найплідніше 20-ліття біографії вченого-історика, проведене ним в Галичині, у Львові. Воно повною мірою розкриває великий науковий талант М. Грушевського як керівника, організатора і засновника багатьох українських інституцій (Наукового Товариства ім. Т.Шевченка, «Літературно-наукового вісника», «Записок НТШ», «Українсько-Руської Видавничої Спілки» та ін.), вченого, історика-дослідника, літературознавця, професора Львівського університету, автора фундаментальних наукових праць: «Історія України-Руси» (в 10-ти томах), «Історія української літератури» (в 5-ти томах), ґрунтовних досліджень з історії України, літератури, етнографії, фольклору, соціології та ін., які дістали високу оцінку в науковців цілого світу.
Предмет гордості фондової збірки — оригінали видань Михайла Грушевського, його світлини, листи вченого, особисті речі; фото його дружини — Марії Сильвестрівни з Вояковських, її книжки, переклади, статті, епістолярія; фотографії та рукописи Катерини Грушевської, доньки — талановитої вченої-дослідниці; речі побуту, меблі, особисті речі родини Грушевських; художні полотна; фото і матеріали родини Грушевських, видання «Записок Наукового Товариства ім. Т.Шевченка», «Літературно-Наукового Вістника»; стародруки; періодика (1900—1940 рр.); першовидання класиків української літератури, сучасників Михайла Грушевського; добірка автентичних матеріалів І світової війни, періоду української революції та Центральної Ради.

## Робота музею

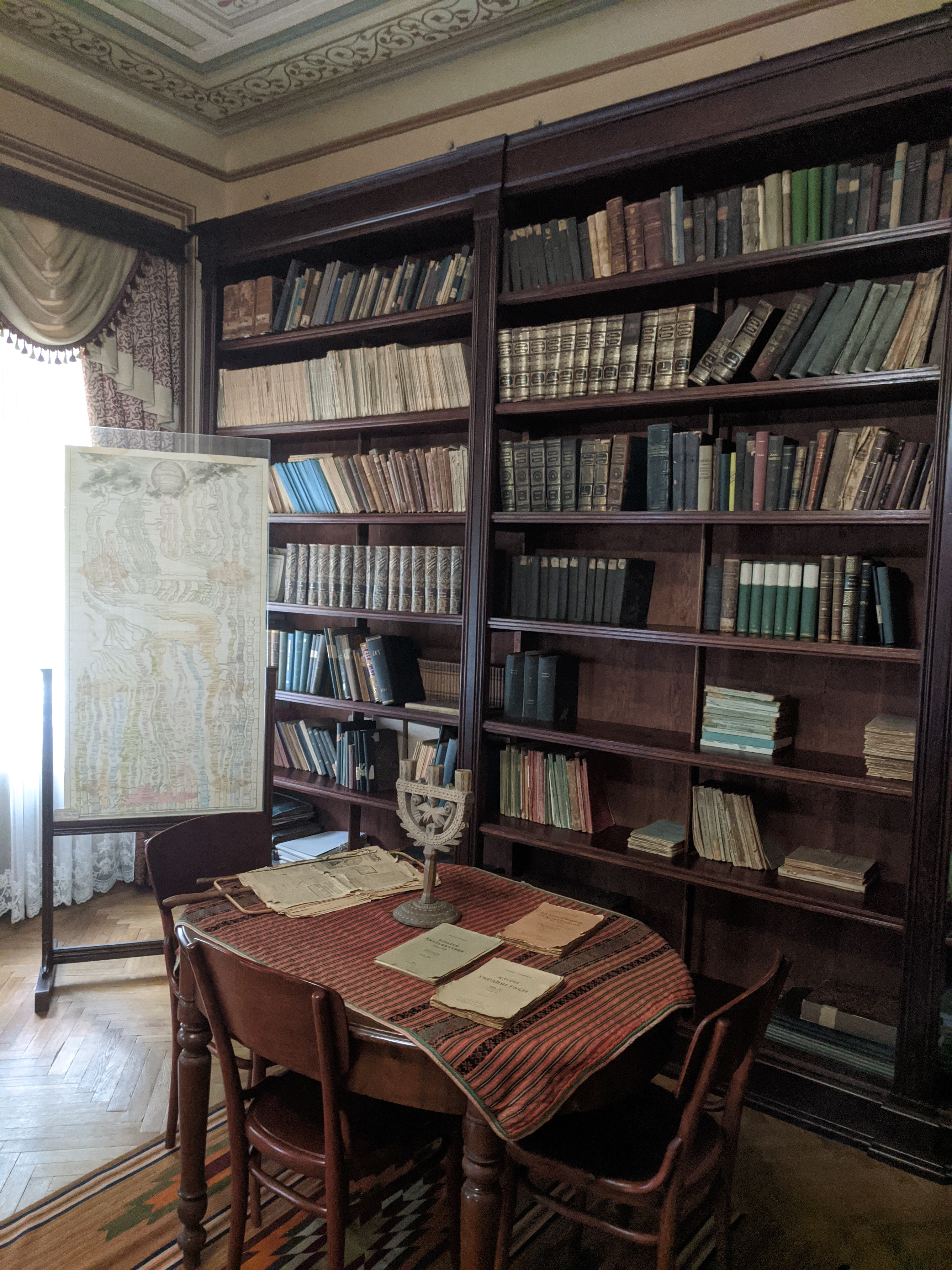
Кабінет Михайла Грушевського

Музей проводить експозиційну, науково-дослідну, виставкову, просвітню, рекламно-видавничу роботу.
Гостями музею були: перші посадові особи держави, урядові делегації, діячі науки, культури, мистецтва, музейної справи, наші співвітчизники з України, близького та далекого зарубіжжя.
15 травня 1999 року музей відвідали Президенти країн Центральної та Східної Європи, учасники саміту у Львові. На території музею квітує президентський сад, висаджений 9-ма Президентами.
У музеї наявні конференц та виставковий зали, де проводяться наукові конференції, читання, лекторії, круглі столи, вечори — зустрічі, презентації, виставки тощо. Експозиційні зали займають перший поверх вілли, на другому поверсі розміщуються адміністрація та фондові зібрання.
Вхідний квиток коштує 50 грн (станом на вересень 2021 року).